# Durgabai Kamat
Durgabai Kamat, was een van de eerste Indiase actrices samen met haar dochter Kamlabai Gokhale.

## Biografie
Wat bekend is over het leven van Kamat is afkomstig van interviews met haar dochter. Kamat zou rond 1879 geboren zijn en tot de brugklas naar school zijn geweest. Ze huwde Anand Nanoskar die geschiedenisleraar was op een school in Bombay. Het huwelijk hield geen stand en ze vertrok met haar dochter in 1903 op zoek naar werk. In die tijd waren er weinig arbeidsmogelijkheden voor vrouwen. Voor een alleenstaande moeder was het zelfs nog moeilijker om een baan te vinden, aangezien de maatschappij zulke vrouwen totaal verbannen had. De enige keuzes voor Kamat waren huishoudster worden, prostituee of actrice. Ze koos voor het laatste gezien ze talent had voor zang, dans en om enkele muziekinstrumenten te bespelen, en ze sloot zich aan bij de rondreizende theatergroep Maharashtra Company. Omdat haar dochter met haar mee moest reizen en ze een nomadisch leven leidden, besloot ze haar thuisonderwijs te geven. Tijdens haar optredens in Nashik ontmoette ze Dadasaheb Phalke die haar en haar dochter vroeg mee te spelen in zijn film Mohini Bhasmasur (1913). Kamat kreeg de rol van Parvati en haar dochter speelde Mohini. Het succes van deze film trok andere vrouwen over de streep ook te gaan acteren.
Kamat is de grootmoeder van Marathi-acteur Chandrakant Gokhale, overgrootmoeder van de Hindi film- en televisiepersoonlijkheden Vikram Gokhale en Mohan Gokhale, en betovergrootmoeder van Marathi-actrice Sakhi Gokhale.